# Al-Najaf Football Club
O Al-Najaf Football Club é um clube de futebol com sede em Najaf, Iraque. A equipe compete no Campeonato Iraquiano de Futebol.

## História
O clube foi fundado em 1961.
نادي النجف الرياضي name in Arabic